# Discurso sobre o grão de trigo

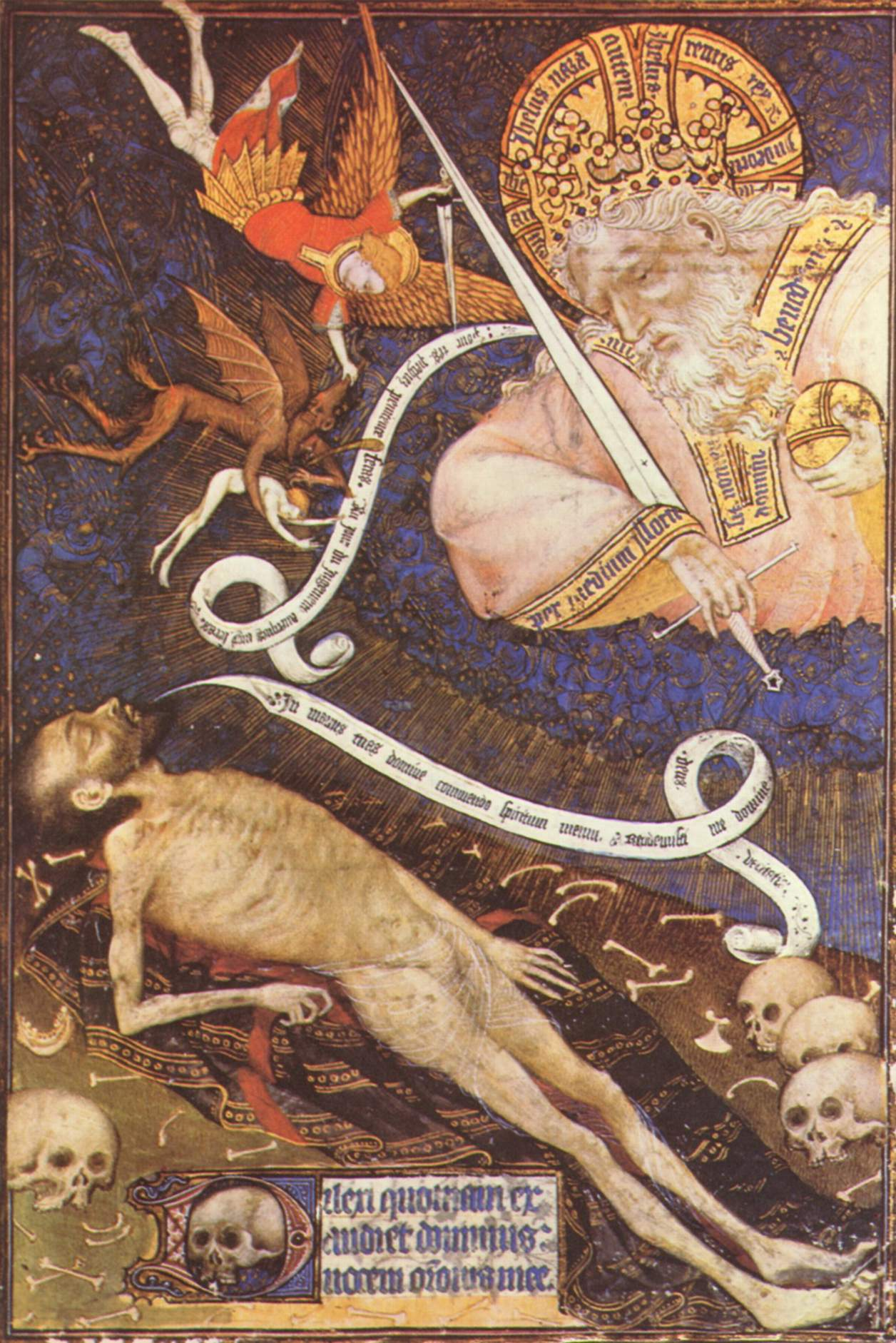
Deus Pai e a ressurreição dos mortos.
1425. Por Meister von Heiligenkreuz, atualmente na Bibliothèque Nationale de Paris.

O discurso sobre o grão de trigo é uma alegoria sobre a ressurreição dada por Jesus em João 12:24–26.

## Narrativa bíblica
Segundo o Evangelho de João:
| “ | «Em verdade, em verdade vos digo: Se o grão de trigo, caindo na terra, não morrer, fica só; mas se morrer, dá muito fruto. Quem ama a sua vida, perdê-la-á; mas quem aborrece a sua vida neste mundo, conservá-la-á para a vida eterna. Se alguém me servir, siga-me, e onde eu estou, estará aquele que me serve; se alguém me servir, o Pai o honrará.» (João 12:24–26) | ” |

## Interpretação

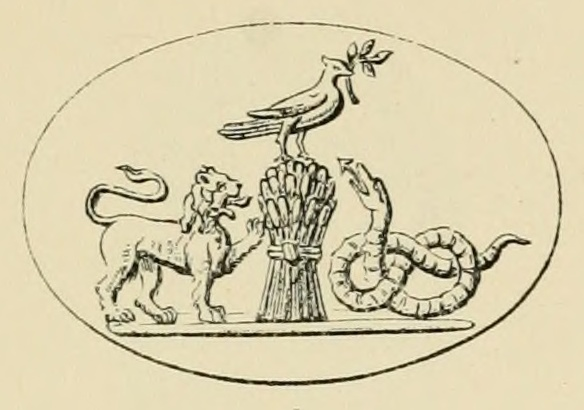
Jóia da antiguidade tardia gravada com um feixe de trigo, no qual está empoleirada a Pomba, colocada entre seus inimigos, o Leão e a Serpente = Mundo e Diabo.

Jesus se baseou nos eventos da vida diária para compor este discurso sobre a ressurreição e o reino de Deus. Sua audiência rural podia facilmente compreender o princípio da "ressurreição" produzida pelas sementes mortas na terra. A imagem do grão de trigo morrendo na terra para dar lugar a uma nova planta crescendo e fornecendo uma colheita também pode ser vista como uma metáfora da própria morte e sepultamento na tumba e sua posterior ressurreição.
O Rev. William D. Oldland, em seu sermão "Unless a Grain of Wheat Falls into the Earth and Dies" ("A não ser que um grão de trigo caia na terra e morra") disse:
| “ | Esta parábola é utilizada por Jesus para ensinar-lhes três coisas. Primeiro, ele ensina que eles morrerão. Segundo, ele mostra que Deus está no controle. Finalmente, ele mostra que a sua própria morte teve um objetivo. | ” |
|   | — "Unless a Grain of Wheat Falls into the Earth and Dies", Rev. William D. Oldland. |   |

O apóstolo Paulo também dizia: «Assim também é a ressurreição dos mortos. Semeia-se em corrupção, é ressuscitado em incorrupção; semeia-se em vileza, é ressuscitado em glória.» (I Coríntios 15:42)